# Florisvaldo de Oliveira
Florisvaldo de Oliveira (Uchoa, São Paulo; 18 de noviembre de 1958-Pindamonhangaba; 26 de septiembre de 2012) más conocido como Cabo Bruno, fue un policía, vigilante clandestino y asesino en serie brasileño. Es conocido por ser uno de los personajes más controversiales de la crónica policial brasileña, ya que muchas personas lo consideran un "justiciero".

## Biografía
Florisvaldo de Oliveira nació en Uchoa, en el Estado de São Paulo. Cuando tenía 3 años se mudó junto a su familia a Catanduva, donde vivió toda su infancia. Su apodo, "Cabo Bruno", se lo dieron sus amigos cuando todavía era un niño, incluso su madre prefería llamarlo de esa manera. En 1978 ingresó a la Policía Militar de Brasil.
Según contó en una entrevista hecha en el 2012, decidió convertirse en un "justiciero" tras descubrir que una gran parte de los delincuentes que atrapaba y entregaba a la justicia salían en libertad a los pocos días. Decidió actuar durante sus tiempos libres en un barrio llamado Pedreira, en el distrito de Jabaquara, zona conocida por su alto nivel de criminalidad. Supuestamente era contratado por los comerciantes del lugar, quienes le pagaban con tal de que protegiera sus negocios de posibles delincuentes, aunque esto fue negado por el propio Oliveira, quien aseguró que siempre actuó solo. La mayoría de los asesinatos ocurrieron durante 1982; solía dejar los cuerpos en la misma zona como una advertencia para cualquier posible delincuente. Se movilizaba por el barrio usando distintos autos: un Chevrolet Chevette, un Ford Maverick y un Chevrolet Impala, a los cuales cambiaba de color constantemente. José Aparecido Benedito fue la única persona que logró sobrevivir a un ataque de Cabo Bruno. Según relató él, en enero de 1982 fue interceptado por Florisvaldo de Oliveira mientras regresaba de comprar; recibió dos disparos en la cabeza y seis en la espalda, pero sobrevivió tras hacerse el muerto.
Fue arrestado el 22 de septiembre de 1982, acusado de asesinar a Cláudio Pasternak Batista, de 16 años, quien fue interceptado y posteriormente asesinado por Oliveira mientras caminaba junto a un amigo. Luego fue acusado de 36 homicidios, y más tarde su conteo de víctimas se elevó a 50, siendo reconocido por varios testigos, ya que la mayoría de los asesinatos ocurrieron a plena luz del día. En un principio reconoció su autoría en todos los hechos, pero más tarde se retractó de su confesión. Él aseguró que sólo mataba a delincuentes o personas que se veían "sospechosas" con el fin de traer seguridad, ya que la justicia no funcionaba; sin embargo, la policía cree que la mayoría de las muertes estuvieron incentivadas por la apariencia de las víctimas, ya que se dijo que Oliveira odiaba a la gente pobre o que tuvieran tatuajes.

### Condena y prisión
Tras 12 juicios, Cabo Bruno fue condenado a 112 años de prisión. Tras esto, se fugó cuatro veces de prisión. Su primera fuga sucedió el 17 de junio de 1984, cuando logró desarmar y someter a un militar que lo custodiaba, quitándole el arma y disparando contra los guardias, hiriéndolos, aunque logró ser atrapado poco tiempo después. Su segunda fuga sucedió pocos meses después, el 20 de diciembre, cuando tomó a un rehén para salir ileso del asedio de los policías. El 22 de marzo de 1985, tres meses después de la fuga, fue recapturado en un hotel de Paragominas. Su tercera fuga sucedió el 26 de diciembre de 1987, siendo recapturado en mayo de 1988, en Araraquara. Su última fuga sucedió en julio de 1990, cuando él y otros dos reos sometieron a tres guardia-cárceles, robándoles las armas. Su captura definitiva sucedió el 29 de mayo de 1991, al sur de São Paulo.
Durante su reclusión se dedicó a la pintura, llegando a realizar una exposición de sus obras en São Paulo en 1988. En 2008 se convirtió al evangelicalismo, trabajando como pastor dentro y fuera de la cárcel.

### Liberación y muerte
Fue liberado el 22 de agosto de 2012 tras pasar 27 años en prisión.
Fue asesinado por atacantes desconocidos a las 23:30 de la noche del 26 de septiembre de 2012, en Pindamonhangaba. Se encontraba volviendo de dar una misa junto a su familia cuando dos personas le dispararon 20 veces por la espalda con al menos dos armas. Nadie más fue herido durante el ataque. Según un testigo, "dos hombres llegaron a pie y sólo le dispararon". La policía sospecha que se trató de una venganza por sus anteriores asesinatos.
A pesar de las investigaciones, nadie fue investigado por su asesinato, quedando su caso impune hasta el día de hoy.